# Procuratore generale degli Stati Uniti d'America
Il Procuratore generale degli Stati Uniti d'America (in lingua inglese United States Attorney General) è il capo del Dipartimento della giustizia.
Il procuratore generale funge da principale consulente del presidente degli Stati Uniti d'America su tutte le questioni legali.

## Funzioni e competenze
Svolge la funzione di ministro della giustizia ed è membro del Gabinetto degli Stati Uniti.
Ai sensi dell'articolo 28, sezione 533, dello United States Code, il Procuratore generale degli Stati Uniti è autorizzato ad avvalersi delle agenzie investigative governative per perseguire i crimini contro gli Stati Uniti. I suoi compiti prevedono la responsabilità di tutti gli affari riguardanti il diritto e l'applicazione delle leggi.
Il procuratore generale è coadiuvato dall'Ufficio del procuratore generale degli Stati Uniti, che comprende personale esecutivo e diversi vice e assistenti procuratori.

## Nomina
In base alla clausola sulle nomine della Costituzione degli Stati Uniti, il procuratore generale è nominato dal presidente degli Stati Uniti, ma la sua nomina deve essere confermata con il consenso del Senato statunitense.

## Elenco
Partiti
  Nessun partito (3)
  Federalista (2)
  Democratico-Repubblicano (5)
  Democratico (34)
  Whig (4)
  Repubblicano (39)
Stato
  Procuratore generale ad interim
| N. | Foto               | Nome                      | Mandato           | Mandato           | Presidente | Presidente              |
| N. | Foto               | Nome                      | Inizio            | Termine           | Presidente | Presidente              |
| -- | ------------------ | ------------------------- | ----------------- | ----------------- | ---------- | ----------------------- |
| 1  |                    | Edmund Randolph           | 26 settembre 1789 | 20 gennaio 1794   |            | George Washington       |
| 2  |                    | William Bradford          | 27 gennaio 1794   | 23 agosto 1795    |            | George Washington       |
| 3  |                    | Charles Lee               | 10 dicembre 1795  | 19 febbraio 1801  |            | George Washington       |
| 3  | John Adams         | Charles Lee               | 10 dicembre 1795  | 19 febbraio 1801  |            |                         |
| 4  |                    | Levi Lincoln Sr.          | 5 marzo 1801      | 2 marzo 1805      |            | Thomas Jefferson        |
| 5  |                    | John Breckinridge         | 7 agosto 1805     | 14 dicembre 1806  |            | Thomas Jefferson        |
| 6  |                    | Caesar A. Rodney          | 20 gennaio 1807   | 10 dicembre 1811  |            | Thomas Jefferson        |
| 6  | James Madison      | Caesar A. Rodney          | 20 gennaio 1807   | 10 dicembre 1811  |            |                         |
| 7  |                    | William Pinkney           | 11 dicembre 1811  | 9 febbraio 1814   |            |                         |
| 8  |                    | Richard Rush              | 10 febbraio 1814  | 12 novembre 1817  |            |                         |
| 9  |                    | William Wirt              | 13 novembre 1817  | 4 marzo 1829      |            | James Monroe            |
| 9  | John Quincy Adams  | William Wirt              | 13 novembre 1817  | 4 marzo 1829      |            |                         |
| 10 |                    | John MacPherson Berrien   | 9 marzo 1829      | 19 luglio 1831    |            | Andrew Jackson          |
| 11 |                    | Roger B. Taney            | 20 luglio 1831    | 14 novembre 1833  |            | Andrew Jackson          |
| 12 |                    | Benjamin Franklin Butler  | 15 novembre 1833  | 4 luglio 1838     |            | Andrew Jackson          |
| 12 | Martin Van Buren   | Benjamin Franklin Butler  | 15 novembre 1833  | 4 luglio 1838     |            |                         |
| 13 |                    | Felix Grundy              | 5 luglio 1838     | 10 gennaio 1840   |            |                         |
| 14 |                    | Henry D. Gilpin           | 11 gennaio 1840   | 4 marzo 1841      |            |                         |
| 15 |                    | John J. Crittenden        | 5 marzo 1841      | 12 settembre 1841 |            | William Henry Harrison  |
| 15 | John Tyler         | John J. Crittenden        | 5 marzo 1841      | 12 settembre 1841 |            |                         |
| 16 |                    | Hugh Swinton Legaré       | 13 settembre 1841 | 30 giugno 1843    |            |                         |
| 17 |                    | John Nelson               | 1º luglio 1843    | 4 marzo 1845      |            |                         |
| 18 |                    | John Y. Mason             | 5 marzo 1845      | 16 ottobre 1846   |            | James K. Polk           |
| 19 |                    | Nathan Clifford           | 17 ottobre 1846   | 17 marzo 1848     |            | James K. Polk           |
| 20 |                    | Isaac Toucey              | 21 giugno 1848    | 4 marzo 1849      |            | James K. Polk           |
| 21 |                    | Reverdy Johnson           | 8 marzo 1849      | 21 luglio 1850    |            | Zachary Taylor          |
| 22 |                    | John J. Crittenden        | 22 luglio 1850    | 4 marzo 1853      |            | Millard Fillmore        |
| 23 |                    | Caleb Cushing             | 7 marzo 1853      | 4 marzo 1857      |            | Franklin Pierce         |
| 24 |                    | Jeremiah S. Black         | 6 marzo 1857      | 16 dicembre 1860  |            | James Buchanan          |
| 25 |                    | Edwin M. Stanton          | 20 dicembre 1860  | 4 marzo 1861      |            | James Buchanan          |
| 26 |                    | Edward Bates              | 5 marzo 1861      | 24 novembre 1864  |            | Abraham Lincoln         |
| 27 |                    | James Speed               | 2 dicembre 1864   | 22 luglio 1866    |            | Abraham Lincoln         |
| 27 | Andrew Johnson     | James Speed               | 2 dicembre 1864   | 22 luglio 1866    |            |                         |
| 28 |                    | Henry Stanbery            | 23 luglio 1866    | 16 luglio 1868    |            |                         |
| 29 |                    | William M. Evarts         | 17 luglio 1868    | 4 marzo 1869      |            |                         |
| 30 |                    | Ebenezer R. Hoar          | 5 marzo 1869      | 22 novembre 1870  |            | Ulysses S. Grant        |
| 31 |                    | Amos T. Akerman           | 23 novembre 1870  | 13 dicembre 1871  |            | Ulysses S. Grant        |
| 32 |                    | George Henry Williams     | 14 dicembre 1871  | 25 aprile 1875    |            | Ulysses S. Grant        |
| 33 |                    | Edwards Pierrepont        | 26 aprile 1875    | 21 maggio 1876    |            | Ulysses S. Grant        |
| 34 |                    | Alphonso Taft             | 22 maggio 1876    | 4 marzo 1877      |            | Ulysses S. Grant        |
| 35 |                    | Charles Devens            | 12 marzo 1877     | 4 marzo 1881      |            | Rutherford B. Hayes     |
| 36 |                    | Wayne MacVeagh            | 5 marzo 1881      | 15 dicembre 1881  |            | James A. Garfield       |
| 36 | Chester A. Arthur  | Wayne MacVeagh            | 5 marzo 1881      | 15 dicembre 1881  |            |                         |
| 37 |                    | Benjamin H. Brewster      | 16 dicembre 1881  | 4 marzo 1885      |            |                         |
| 38 |                    | Augustus H. Garland       | 6 marzo 1885      | 4 marzo 1889      |            | Grover Cleveland        |
| 39 |                    | William H. H. Miller      | 7 marzo 1889      | 4 marzo 1893      |            | Benjamin Harrison       |
| 40 |                    | Richard Olney             | 6 marzo 1893      | 7 aprile 1895     |            | Grover Cleveland        |
| 41 |                    | Judson Harmon             | 8 aprile 1895     | 4 marzo 1897      |            | Grover Cleveland        |
| 42 |                    | Joseph McKenna            | 5 marzo 1897      | 25 gennaio 1898   |            | William McKinley        |
| 43 |                    | John W. Griggs            | 25 gennaio 1898   | 29 marzo 1901     |            | William McKinley        |
| 44 |                    | Philander C. Knox         | 5 aprile 1901     | 30 giugno 1904    |            | William McKinley        |
| 44 | Theodore Roosevelt | Philander C. Knox         | 5 aprile 1901     | 30 giugno 1904    |            |                         |
| 45 |                    | William H. Moody          | 1º luglio 1904    | 17 dicembre 1906  |            |                         |
| 46 |                    | Charles J. Bonaparte      | 17 dicembre 1906  | 4 marzo 1909      |            |                         |
| 47 |                    | George W. Wickersham      | 4 marzo 1909      | 4 marzo 1913      |            | William Howard Taft     |
| 48 |                    | James C. McReynolds       | 5 marzo 1913      | 29 agosto 1914    |            | Woodrow Wilson          |
| 49 |                    | Thomas Watt Gregory       | 29 agosto 1914    | 4 marzo 1919      |            | Woodrow Wilson          |
| 50 |                    | Alexander Mitchell Palmer | 5 marzo 1919      | 4 marzo 1921      |            | Woodrow Wilson          |
| 51 |                    | Harry M. Daugherty        | 4 marzo 1921      | 6 aprile 1924     |            | Warren Gamaliel Harding |
| 51 | Calvin Coolidge    | Harry M. Daugherty        | 4 marzo 1921      | 6 aprile 1924     |            |                         |
| 52 |                    | Harlan F. Stone           | 7 aprile 1924     | 1º marzo 1925     |            |                         |
| 53 |                    | John G. Sargent           | 7 marzo 1925      | 4 marzo 1929      |            |                         |
| 54 |                    | William D. Mitchell       | 4 marzo 1929      | 4 marzo 1933      |            | Herbert Hoover          |
| 55 |                    | Homer Stille Cummings     | 4 marzo 1933      | 1º gennaio 1939   |            | Franklin D. Roosevelt   |
| 56 |                    | Frank Murphy              | 2 gennaio 1939    | 18 gennaio 1940   |            | Franklin D. Roosevelt   |
| 57 |                    | Robert H. Jackson         | 18 gennaio 1940   | 25 agosto 1941    |            | Franklin D. Roosevelt   |
| 58 |                    | Francis Biddle            | 26 agosto 1941    | 26 giugno 1945    |            | Franklin D. Roosevelt   |
| 58 | Harry S. Truman    | Francis Biddle            | 26 agosto 1941    | 26 giugno 1945    |            |                         |
| 59 |                    | Tom C. Clark              | 27 giugno 1945    | 26 luglio 1949    |            |                         |
| 60 |                    | J. Howard McGrath         | 27 luglio 1949    | 3 aprile 1952     |            |                         |
| 61 |                    | James P. McGranery        | 4 aprile 1952     | 20 gennaio 1953   |            |                         |
| 62 |                    | Herbert Brownell Jr.      | 21 gennaio 1953   | 23 ottobre 1957   |            | Dwight D. Eisenhower    |
| 63 |                    | William P. Rogers         | 23 ottobre 1957   | 20 gennaio 1961   |            | Dwight D. Eisenhower    |
| 64 |                    | Robert F. Kennedy         | 20 gennaio 1961   | 3 settembre 1964  |            | John F. Kennedy         |
| 64 | Lyndon B. Johnson  | Robert F. Kennedy         | 20 gennaio 1961   | 3 settembre 1964  |            |                         |
| 65 |                    | Nicholas Katzenbach       | 4 settembre 1964  | 28 gennaio 1965   |            |                         |
| 65 | 28 gennaio 1965    | Nicholas Katzenbach       | 28 novembre 1966  |                   |            |                         |
| 66 |                    | Ramsey Clark              | 28 novembre 1966  | 10 marzo 1967     |            |                         |
| 66 | 10 marzo 1967      | Ramsey Clark              | 20 gennaio 1969   |                   |            |                         |
| 67 |                    | John N. Mitchell          | 20 gennaio 1969   | 15 febbraio 1972  |            | Richard Nixon           |
| 68 |                    | Richard Kleindienst       | 15 febbraio 1972  | 25 maggio 1973    |            | Richard Nixon           |
| 69 |                    | Elliot Richardson         | 25 maggio 1973    | 20 ottobre 1973   |            | Richard Nixon           |
| –  |                    | Robert Bork               | 20 ottobre 1973   | 4 gennaio 1974    |            | Richard Nixon           |
| 70 |                    | William B. Saxbe          | 4 gennaio 1974    | 14 gennaio 1975   |            | Richard Nixon           |
| 70 | Gerald Ford        | William B. Saxbe          | 4 gennaio 1974    | 14 gennaio 1975   |            |                         |
| 71 |                    | Edward H. Levi            | 14 gennaio 1975   | 20 gennaio 1977   |            |                         |
| –  |                    | Dick Thornburgh           | 20 gennaio 1977   | 26 gennaio 1977   |            | Jimmy Carter            |
| 72 |                    | Griffin Bell              | 26 gennaio 1977   | 16 agosto 1979    |            | Jimmy Carter            |
| 73 |                    | Benjamin Civiletti        | 16 agosto 1979    | 19 gennaio 1981   |            | Jimmy Carter            |
| 74 |                    | William French Smith      | 23 gennaio 1981   | 25 febbraio 1985  |            | Ronald Reagan           |
| 75 |                    | Edwin Meese               | 25 febbraio 1985  | 12 agosto 1988    |            | Ronald Reagan           |
| 76 |                    | Dick Thornburgh           | 12 agosto 1988    | 15 agosto 1991    |            | Ronald Reagan           |
| 76 | George H. W. Bush  | Dick Thornburgh           | 12 agosto 1988    | 15 agosto 1991    |            |                         |
| 77 |                    | William Pelham Barr       | 16 agosto 1991    | 26 novembre 1991  |            |                         |
| 77 | 26 novembre 1991   | William Pelham Barr       | 20 gennaio 1993   |                   |            |                         |
| –  |                    | Stuart M. Gerson          | 20 gennaio 1993   | 12 marzo 1993     |            | Bill Clinton            |
| 78 |                    | Janet Reno                | 12 marzo 1993     | 20 gennaio 2001   |            | Bill Clinton            |
| –  |                    | Eric Holder               | 20 gennaio 2001   | 2 febbraio 2001   |            | George W. Bush          |
| 79 |                    | John Ashcroft             | 2 febbraio 2001   | 3 febbraio 2005   |            | George W. Bush          |
| 80 |                    | Alberto Gonzales          | 3 febbraio 2005   | 17 settembre 2007 |            | George W. Bush          |
| –  |                    | Paul D. Clement           | 17 settembre 2007 | 18 settembre 2007 |            | George W. Bush          |
| –  |                    | Peter Keisler             | 18 settembre 2007 | 9 novembre 2007   |            | George W. Bush          |
| 81 |                    | Michael Mukasey           | 9 novembre 2007   | 20 gennaio 2009   |            | George W. Bush          |
| –  |                    | Mark Filip                | 20 gennaio 2009   | 3 febbraio 2009   |            | Barack Obama            |
| 82 |                    | Eric Holder               | 3 febbraio 2009   | 27 aprile 2015    |            | Barack Obama            |
| 83 |                    | Loretta Lynch             | 27 aprile 2015    | 20 gennaio 2017   |            | Barack Obama            |
| –  |                    | Sally Yates               | 20 gennaio 2017   | 30 gennaio 2017   |            | Donald Trump            |
| –  |                    | Dana Boente               | 30 gennaio 2017   | 9 febbraio 2017   |            | Donald Trump            |
| 84 |                    | Jeff Sessions             | 9 febbraio 2017   | 7 novembre 2018   |            | Donald Trump            |
| –  |                    | Matthew G. Whitaker       | 7 novembre 2018   | 14 febbraio 2019  |            | Donald Trump            |
| 85 |                    | William Pelham Barr       | 14 febbraio 2019  | 23 dicembre 2020  |            | Donald Trump            |
| —  |                    | Jeffrey A. Rosen          | 24 dicembre 2020  | 20 gennaio 2021   |            | Donald Trump            |
| —  |                    | Monty Wilkinson           | 20 gennaio 2021   | 10 marzo 2021     |            | Joe Biden               |
| 86 |                    | Merrick Garland           | 10 marzo 2021     | 20 gennaio 2025   |            | Joe Biden               |
| —  |                    | James McHenry             | 20 gennaio 2025   | 5 febbraio 2025   |            | Donald Trump            |
| 87 |                    | Pam Bondi                 | 5 febbraio 2025   | in carica         |            | Donald Trump            |